# Saidiyeh, Hama
Saidiyeh, Hama (tiếng Ả Rập: السعيدية) là một ngôi làng Syria nằm ở Al-Suqaylabiyah Nahiyah ở huyện Al-Suqaylabiyah, Hama. Theo Cục Thống kê Trung ương Syria (CBS), Saidiyeh, Hama có dân số 324 trong cuộc điều tra dân số năm 2004.